# Calophagus pekinensis
Calophagus pekinensis is een keversoort uit de familie boorkevers (Bostrichidae). De wetenschappelijke naam van de soort is voor het eerst geldig gepubliceerd in 1902 door Lesne.